# Rena natta
Rena natta var ett svenskt underhållningsprogram som sändes i Sveriges Television 1997. Det leddes av läkaren och komikern David Waldfogel. Det gick ut på att tre tävlande par utförde lekar och utmaningar i mörka rum, och tittarna fick se via kamerorna hur det hela såg ut.

## Sändningshistorik
Programmet spelades in i 13 avsnitt. De sju första av dessa gick på primetime under januari-mars 1997. Därefter stoppades sändningen av programmet, då det ansågs undermåligt. Resterande avsnitt sändes först under sommaren 1997, och då en annan tablåtid. Bland de deltagande kan nämnas sångaren Martin Stenmarck.